# SMS Kaiser Franz Joseph I
SMS Kaiser Franz Joseph I var en pansardäckskryssare som tillhörde den österrikisk-ungerska marinen. Hon var det första fartyget i Kaiser Franz Joseph I-klass, som hon utgjorde tillsammans med systerfartyget SMS Kaiserin Elisabeth. Kaiser Franz Joseph I sjösattes den 18 maj 1889 vid varvet Stabilimento Tecnico Triestino i den då österrikiska staden Trieste. Efter första världskrigets slut överlämnades fartyget som krigsskadestånd till Frankrike, men sjönk under överfarten i Kotorbukten.